# Фармінг
Фармінг (англ. pharming) — це процедура таємного перенаправлення жертви на хибну IP-адресу. Для цього може використовуватися навігаційна структура (файл hosts, система доменних імен (DNS)).

## Фармінг і фішинг
У класичному фішингу зловмисник поширює листи електронної пошти серед користувачів соціальних мереж, онлайн-банкінгу, поштових вебсервісів, заманюючи на підроблені сайти користувачів, що стали жертвою обману, з метою отримання їх логінів і паролів. Багато користувачів, які активно використовують сучасні вебсервіси, не раз стикалися з подібними випадками фішингу та проявляють обережність до підозрілих повідомлень.
У схемі класичного фішингу основною «слабкою» ланкою, що визначає ефективність всієї схеми, є залежність від користувача — повірить він фішеру чи ні. При цьому з плином часу підвищується інформованість користувачів про фішингові атаки. Банки, соціальні мережі, інші вебслужби попереджають про різноманітні шахрайські прийоми з використанням методів соціальної інженерії. Все це знижує кількість відгуків в фішингової схеми — все менше користувачів вдається заманити обманним шляхом на підроблений сайт. Тому зловмисники придумали механізм прихованого перенаправлення користувачів на фішингові сайти, що отримав назву фармінг («pharming» — похідне від слів «phishing» і англ. «farming» — заняття сільським господарством, скотарством). Зловмисник поширює на комп'ютери користувачів спеціальні шкідливі програми, які після запуску на комп'ютері перенаправляють звернення до заданих сайтів на підроблені сайти. Таким чином, забезпечується висока скритність атаки, а участь користувача зведено до мінімуму — досить дочекатися, коли користувач вирішить відвідати цікаві для зловмисника сайти. Шкідливі програми, що реалізують фармінг-атаку, використовують два основних прийоми для скритного перенаправлення на підроблені сайти — маніпулювання з файлом HOSTS або зміною інформації DNS.

## Методи
Популярні методи реалізації Фармінг-атак:
- Зміна файлу HOSTS
- Зміна файлу HOSTS разом зі зміною його місцезнаходження
- Модифікація налаштувань DNS-серверів
- Реєстрація помилкового DHCP-сервера
- DNS spoofing

## Способи захисту
Способів абсолютного захисту від фармінг-атак не існує, тому необхідно використовувати профілактичні заходи:
- Використовувати і регулярно оновлювати ліцензійне антивірусне програмне забезпечення.
- Використовувати захист електронної поштової скриньки (вимкнути попередній перегляд).
- Не відкривати і не завантажувати вкладення електронних листів від незнайомих і сумнівних адресатів.

## Дивисьтакож
- Фішинг
- Вішинг